# Trockenborn-Wolfersdorf
Trockenborn-Wolfersdorf est une commune d'Allemagne dans le nord de la Thuringe (arrondissement de Saale-Holzland). Elle comptait 631 habitants au 31 décembre 2008. Elle est composée de deux villages, Trockenborn et Wolfersdorf. Ce dernier est connu pour abriter le château de Fröhliche Wiederkunft, construit par Jean-Frédéric le Magnanime au XVIe siècle, et qui fut l'une des résidences des Saxe-Altenbourg, jusqu'en 1955.